# Rhyacophila ructicna
Rhyacophila ructicna är en nattsländeart som beskrevs av Malicky 1993. Rhyacophila ructicna ingår i släktet Rhyacophila och familjen rovnattsländor. Inga underarter finns listade i Catalogue of Life.